# Sisyrinchium planicola
Sisyrinchium planicola là một loài thực vật có hoa trong họ Diên vĩ. Loài này được Ceja & Cholewa mô tả khoa học đầu tiên năm 2001.